# Mariano Brandi

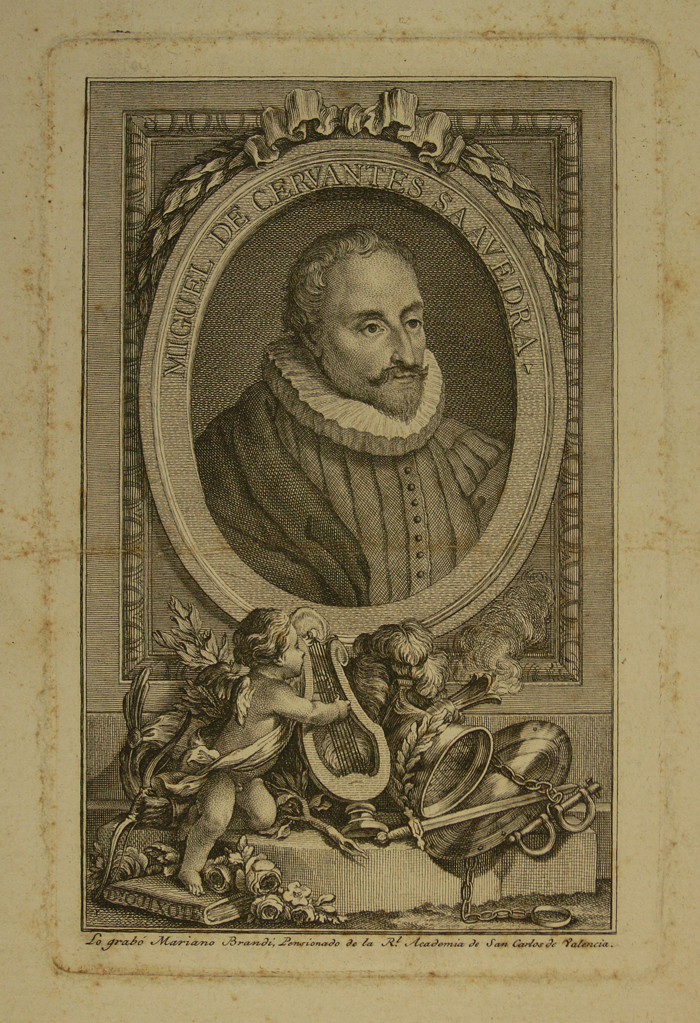
Retrato de Miguel de Cervantes, copia de Manuel Salvador Carmona. Inscripción: «Lo grabó Mariano Brandi, pensionado de la Real Academia de San Carlos de Valencia». Universidad de Navarra.

Mariano Brandi (fl. 1776-1824) fue un grabador calcógrafico español.

## Biografía y obra
Inició su formación en la Real Academia de San Carlos de la ciudad de Valencia, donde en 1779 salió a la luz la Crónica del señor rey Don Juan de Fernán Pérez de Guzmán con los retratos de Enrique III y Juan II grabados por Brandi según dibujos de Rafael Ximeno y Planes. En 1776 se le encuentra en Madrid matriculado en la Real Academia de Bellas Artes de San Fernando, en la que de 1779 a 1785 asistió pensionado por la de San Carlos a las clases de grabado, como hizo constar en el retrato de Cervantes copiado de una de las pruebas del retrato preparado por Manuel Salvador Carmona para la edición del Quijote de Ibarra de 1780. La copia, no autorizada, ocasionó un pequeño desencuentro entre el maestro y su discípulo y a Brandi se le prohibió por el marqués de Santa Cruz, director de la Academia de la Lengua, comercializar su estampa. En 1785, al término de la pensión de la que disfrutaba en Madrid, la academia valenciana recompensó sus progresos en el arte del grabado haciéndole su académico de mérito.
A propuesta de Manuel Salvador Carmona, que lo nombró entre los grabadores de segunda clase que podían ser empleados bajo su dirección en la realización del proyecto, colaboró con la colección de Retratos de los españoles ilustres promovida por el conde de Floridablanca y la Imprenta Real. Ya para el primer cuaderno de la serie, impreso por la Real Calcografía en 1791, se le encargó el retrato de Nicolás Antonio por dibujo de Agustín Esteve. Para la segunda serie, impresa el mismo año, proporcionó el retrato de Francisco de Quevedo, por dibujo de Rafael Ximeno y Planes, a los que seguirán los retratos de Pedro Calderón de la Barca por dibujo también de Ximeno, y los de Juan Palafox y Mendoza, Pedro González de Mendoza, Rodrigo Ximénez, Juan de Herrera y Jerónimo Gómez de la Huerta por dibujo de José Maea, el último ya de 1798.

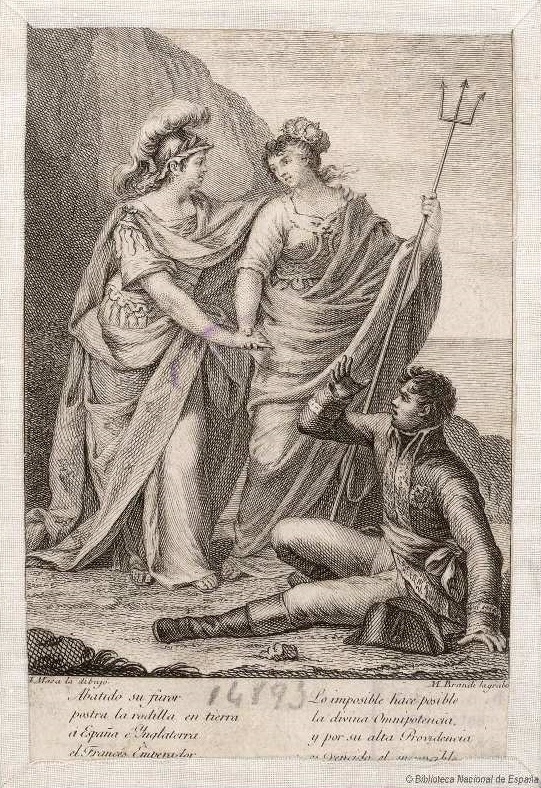
Alegoría de España e Inglaterra vencedoras de Napoleón, grabado de Mariano Brandi sobre dibujo de José Maea, 1813, Madrid, Biblioteca Nacional de España.

Con una producción abundante, firmó estampas sueltas e ilustraciones de libros. Entre otros, participó con los retratos de la serie de reyes de España en la Historia general de España del padre Mariana en la edición valenciana de Benito Monfort, 1785, así como en el controvertido tratado de Francisco Pérez Bayer Numerorum hebraeo samaritanorum vindiciae, Valencia, 1790, para el que grabó el retrato de Carlos IV por pintura de Goya y dibujo de Fernando Selma, el Quijote en 16º editado en seis volúmenes entre 1797 y 1798 por la Imprenta Real, o la Historia natural publicada por la viuda de Ibarra en 1802, para la que grabó imágenes de animales exóticos imitando los que aparecían en la versión francesa.
Durante la guerra de la independencia y tras ella grabó retratos alegóricos de Fernando VII y de la «victoria hispanoinglesa sobre Napoleón» por dibujos de José Maea, así como retratos ecuestres de célebres guerrilleros, como Juan Martín Díez, Francisco Abad Moreno, Julián Sánchez y Juan Palarea y Blanes. 
Muy numerosas son también las estampas sueltas de devoción que grabó. A propósito de ellas, el Diario de Madrid del 18 de febrero de 1818 recogía entre las noticias de particulares el siguiente aviso:

En el almacén de estampas, calle Mayor, frente a la casa del Excmo. Sr. conde de Oñate, se halla de venta la estampa de Ntra. Sra. del Carmen, llamada la Maragata, en pliego de marca mayor a 5 rs.; y la del santo ángel de la Guarda, grabada en cuartilla de marca mayor por D. Mariano Brandi a 3 rs.; además hay de este y otros diferentes tamaños variedad de santos y santas en negro e iluminadas.